# Bíblia Poliglota Complutense
La Bíblia Poliglota Complutense o Bíblia d'Alcalà, intitulada Libri Veteris et Noui Testamenti multiplici lingua impressi, fou la primera Bíblia Poliglota impresa. Editada i preparada per la Universitat d'Alcalà amb el mecenatge del cardenal Gonzalo Jiménez de Cisneros, fou publicada per l'impressor Arnao Guillén de Brocar, entre 1514 i 1517.

## Publicació
Gonzalo Jiménez de Cisneros, des de 1495 ocupa l'arquebisbat de Toledo, la màxima autoritat eclesiàstica de Castella, amb un impuls reformista de la vida religiosa i de la teologia, que es concreta en l'educació superior amb la creació de la Universitat Complutense, aprovada l'any 1499 i activa des de 1509; la Biblioteca Universitària com a complement necessari; i la realització d'una Bíblia el més fidel possible als orígens utilitzant els texts en les seves llengües originals.
El projecte bíblic, amb la pretensió de validar la Vulgata comparant-la amb les llengües originals de la Bíblia, per a evitar les falses interpretacions de les Escriptures i per a fer accessible la Bíblia als erudits, inicia els primers passos l'any 1502, estant l'arquebisbe Cisneros a Toledo. A partir d'aquell moment, i per aconseguir portar endavant una tasca tan laboriosa, Cisneros comença una sèrie d'accions essencials per a veure finalitzat el projecte:
- Cerca de texts sagrats, amb l'adquisició o préstec de còdexs llatins, caldeus, hebreus i grecs. Bíblies completes o llibres solts dels segles X al XVI foren adquirits per Cisneros, i molts d'ells encara formen part de la Biblioteca de la Universitat Complutense de Madrid, hereva de l'antiga Universitat Complutense.[1][7]
- Aconsegueix un grup de col·laboradors per a l'edició de l'obra, molts dels quals es convertirien en professors de la Universitat. Destaquen els hebraistes Alfonso de Zamora, Pablo Coronel i Alfonso de Alcalá, els hel·lenistes Demetrius Ducas, Hernán Núñez de Guzmán[8] i Juan de Vergara, i els llatinistes Antonio de Nebrija i Diego López de Zúñiga.[9]
- Treu des de Logronyo al mestre impressor Arnao Guillén de Brocar, pareix ser, per recomanació de Nebrija, a qui ja li havia publicat algun llibre. Des de 1510 Guillén de Brocar es dedica a preparar la impremta a Alcalà, on fixa la seva residència, però sense abandonar l'activitat a Logronyo i, al mateix temps, expandint-se per altres poblacions com Valladolid i Toledo.[10][11]

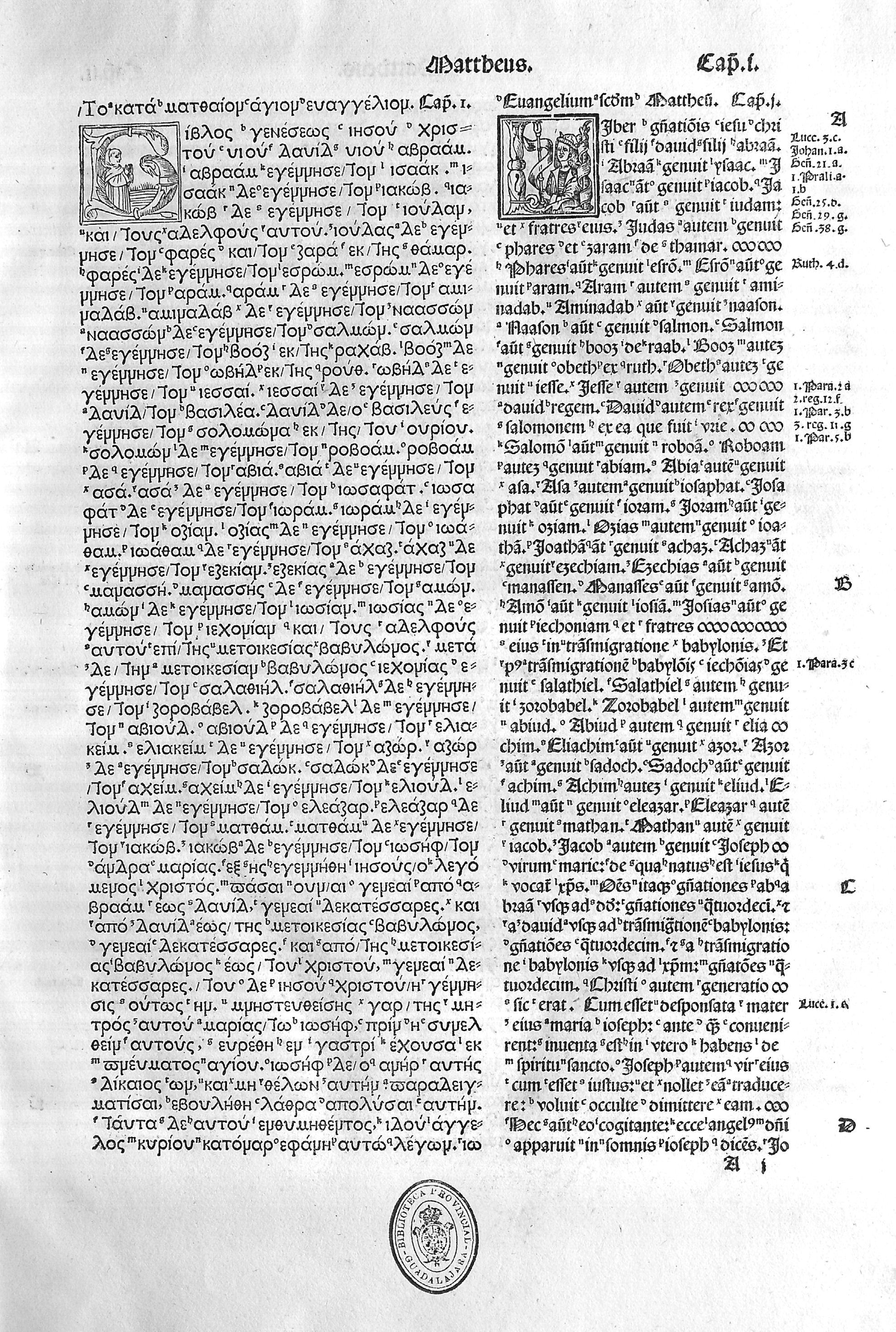
Plana inicial de l'Evangeli segons Mateu, al volum V.

L'edició del text grec del Nou Testament fou responsabilitat del cretenc Demetrius Ducas, qui provenia d'Itàlia, on havia treballat per a Aldo Manuzio, invitat el 1513 pel cardenal Cisneros pels seus coneixements en l'edició de texts grecs. Fou ajudat en la composició tipogràfica per Nicetus Faustus. En la preparació de la Vulgata participaren Hernán Núñez de Guzmán, anomenat el Pinciano, Bartolomé de Castro i Juan de Vergara; l'edició dels texts hebreus i siríacs la prepararen els judeoconversos Pablo Coronel, Alfonso de Zamora i Alfonso de Alcalá; i Juan de Vergara realitzà la traducció interlineal del text grec d'alguns llibres.
Potser és l'any 1513 quan comença el procés d'impressió, ja que el 10 de gener de 1514 surt de les premses el primer volum de l'obra, el volum cinquè, seguit del sisè que apareix el 1515, i de la resta de volums, per acabar el 10 de juliol de 1517, quan es completa la publicació de l'obra. Tot i estar acabada, la mort del Cardenal Cisneros, el 8 de novembre de 1517, i el retard en rebre l'aprovació de Lleó X, aconseguida el 22 de març de 1520, provocaren que no es posés a la venda fins al mateix 1520.
Arnao Guillén fa una edició molt cuidada, amb uns tipus nets i elegants, una maquetació excel·lent, una extraordinària correcció tipogràfica, una pulcra estampació, i una tinta negra de gran qualitat. Els tipus grecs utilitzats en el Nou Testament, creat per Brocar, són de gran bellesa i claredat, sense abreviatures, i amb una mida major que els de l'Antic Testament. Aquests darrers tipus són cursius i inspirats en els d'Aldo Manuzio, presenten accents i bastants abreviatures.
Les despeses necessàries per a executar l'obra —els salaris dels col·laboradors i dels seus ajudants, l'adquisició de llibres, els viatges i la impressió— foren de més de 50.000 ducats d'or. I l'obra, amb una tirada en paper de 600 exemplars, es va posar a la venda per 6 ducats i mig, i a més es publicaven 6 exemplars no venals en vitel·la.

## Repercussions
Primera de les Bíblies Poliglotes impreses, les poliglotes posteriors foren deutores del treball intel·lectual dels editors d'aquesta bíblia. Així ocorre amb les poliglotes clàssiques dels segles xvi i xvii: Anvers (1569-1572), París (1628-1645) i Londres (1654-1657); les quals aprofitaren molts dels materials, alguns de manera literal, i altres com a base per a realitzar les seves versions.
La Bíblia Complutense, junt amb la segona edició de la Bíblia de Bomberg (1525-1526), foren durant els tres segles següents, el model que utilitzaren els editors de les bíblies hebrees.

## Característiques
L'obra està estructurada en sis volums en foli major, tots amb una portada a dues tintes amb l'escut d'armes del cardenal Cisneros rodejat d'una orla renaixentista. La disposició de cada idioma en la pàgina i les traduccions, són en cada volum, diferents. Els quatre primers volums formen l'Antic Testament, el cinquè volum inclou el Nou Testament, i el sisè volum, inclou materials complementaris de l'edició.

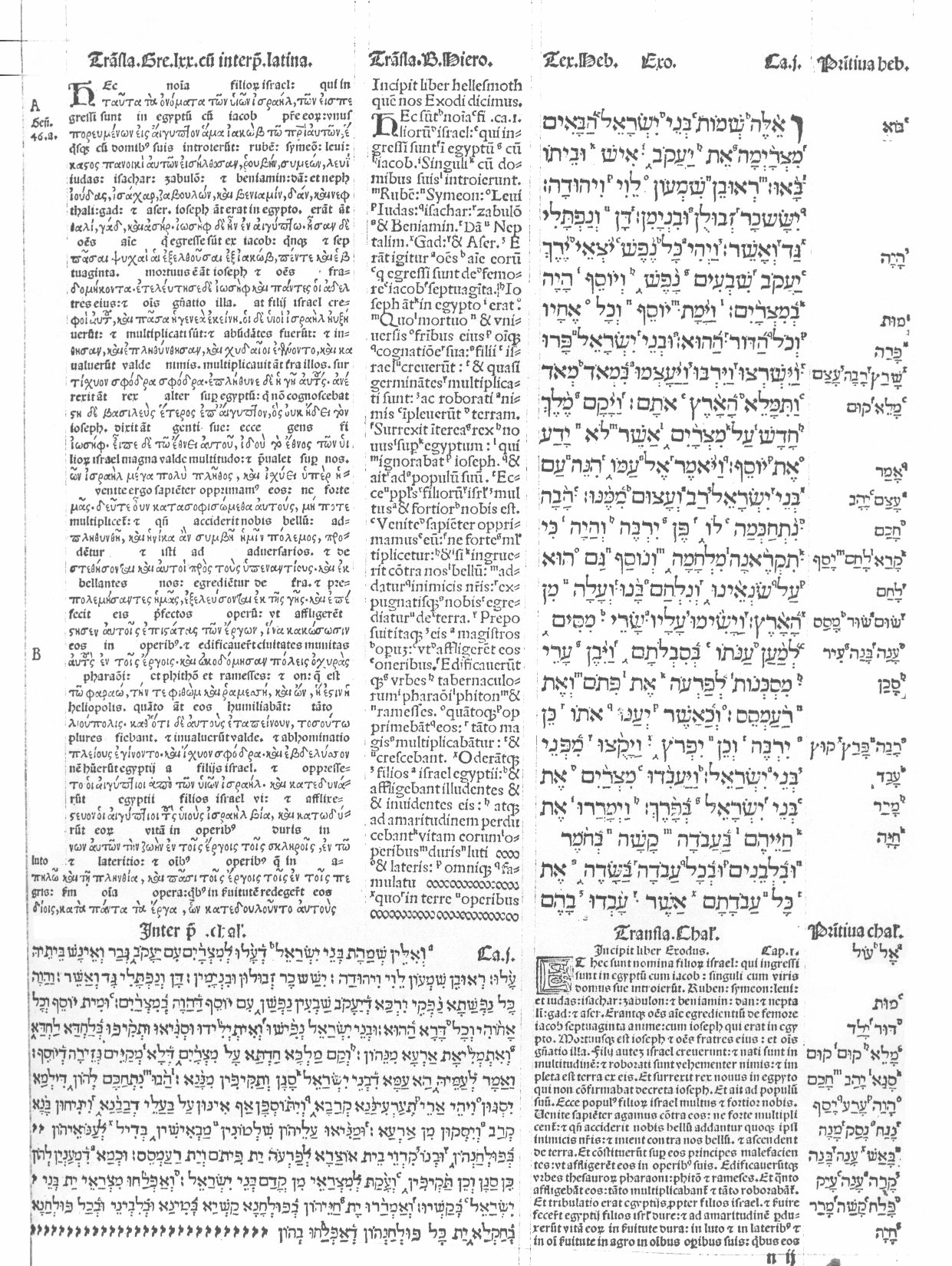
Plana inicial de l'Èxode, al volum I.

Volum I : Vetus testamentum multiplici lingua nunc primo impresum et imprimis Pentateuchus Hebraico Greco atque Chaldaico idiomate : adiuncta vnicuique sua latina interpretatione. Aquest volum conté diversos pròlegs i el Pentateuc. Tant en aquest com en els altres tres volums que contenen l'Antic Testament les diverses versions estan presentades a tres columnes, la versió hebrea, la Vulgata, al centre, i la Septuaginta grega amb traducció al llatí interlineal. I en aquest volum, a la part inferior, a dues columnes, s'inclou la perífrasi caldea d'Onkelos i la traducció d'aquesta al llatí.
Volum II : Secunda pars Veteris testamenti Hebraico Gregoque idiomate nunc primun impressa : adiuncta vtique sua latina interpretatione. Aquest volum conté els llibres històrics menys Esdres, Nehemies i Ester.
Volum III : Tertia pars Veteris testamenti Hebraico Greco[que] idiomate nunc primum impressa : adiuncta vtrique sua latina interpretatione. En aquest volum estan els darrers llibres històrics, els llibres sapiencials i els deuterocanònics menys el primer i el segon de Macabeus i Baruc. En els deuterocanònics falta el text hebreu però es mantenen les tres columnes, ocupant la Septuaginta grega amb traducció al llatí interlineal, les dues columnes laterals.
Volum IV : Quarta pars Veteris testamenti hebraico grecoq[ue] idiomate nunc primum impressa : adiuncta vtriq[ue] sua latina interpretatione. Aquest volum conté els llibres profètics i els deuterocanònics que falten en el volum tercer.
Volum V : Nouum testamentum grece et latine in academia complutensi nouiter impressum. La presentació és a dues columnes, amb la Vulgata en grec i en llatí. Conté el Nou Testament i inclou quatre llibres complementaris:
- Introducció en grec de les epístoles de Sant Pau.
- Interpretationes hebraicorum, chaldeorum grecorumque nominum Novi Testamenti. Llista de noms propis.
- Introductio quam brevissima ad grecas litteras. Una molt breu gramàtica grega.
- Breu diccionari grecollatí.

Volum VI : Vocabularium hebraicum atque chaldaicum totius veteris testamenti cum alijs tractatibus prout infra in prefatione continentur in academia complutensi nouiter impressum. A part del vocabulari hebreu-caldeu amb explicació llatina de cada terme, indicat en el títol del volum; aquest conté altres llibres complementaris:
- Índex de noms propis llatins amb la seva correspondència a l'hebreu o al grec.
- Llista de termes en llatí.
- Interpretationes hebraicorum, chaldeorum grecorumque nominum Veteris ac Novi Testamenti. Llista de noms propis.
- Introductiones artis grammatice hebraice. Breu gramàtica hebrea.